# Dite (città)

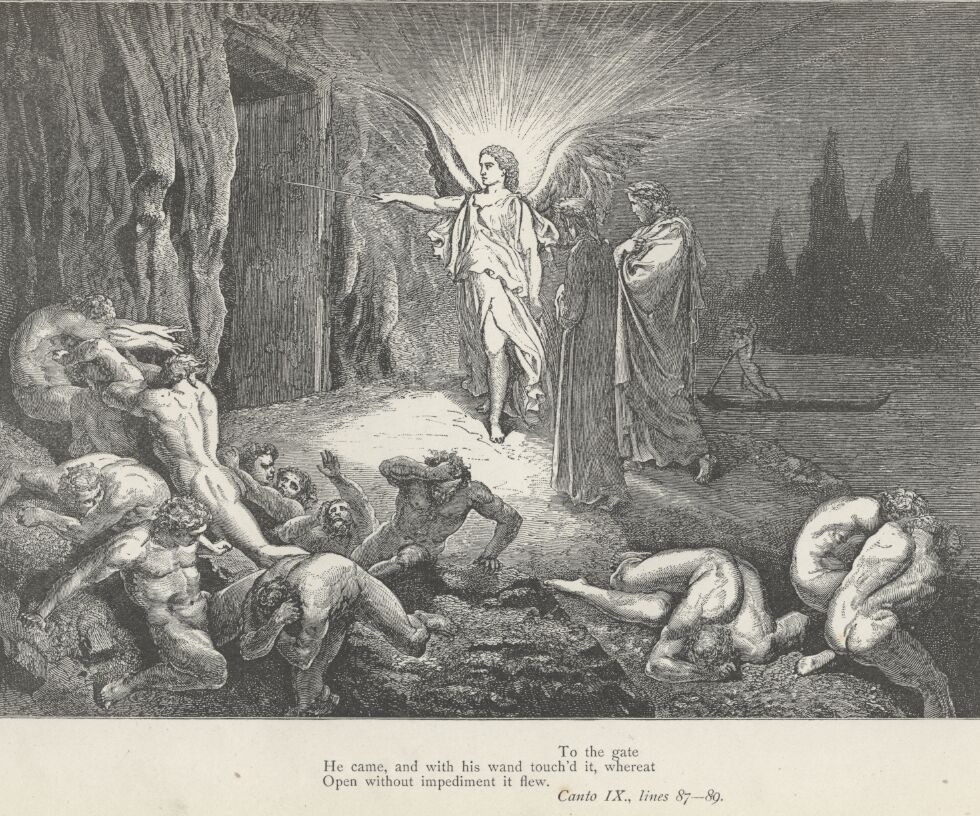
Il "messaggero" celeste, illustrazione di Gustave Doré

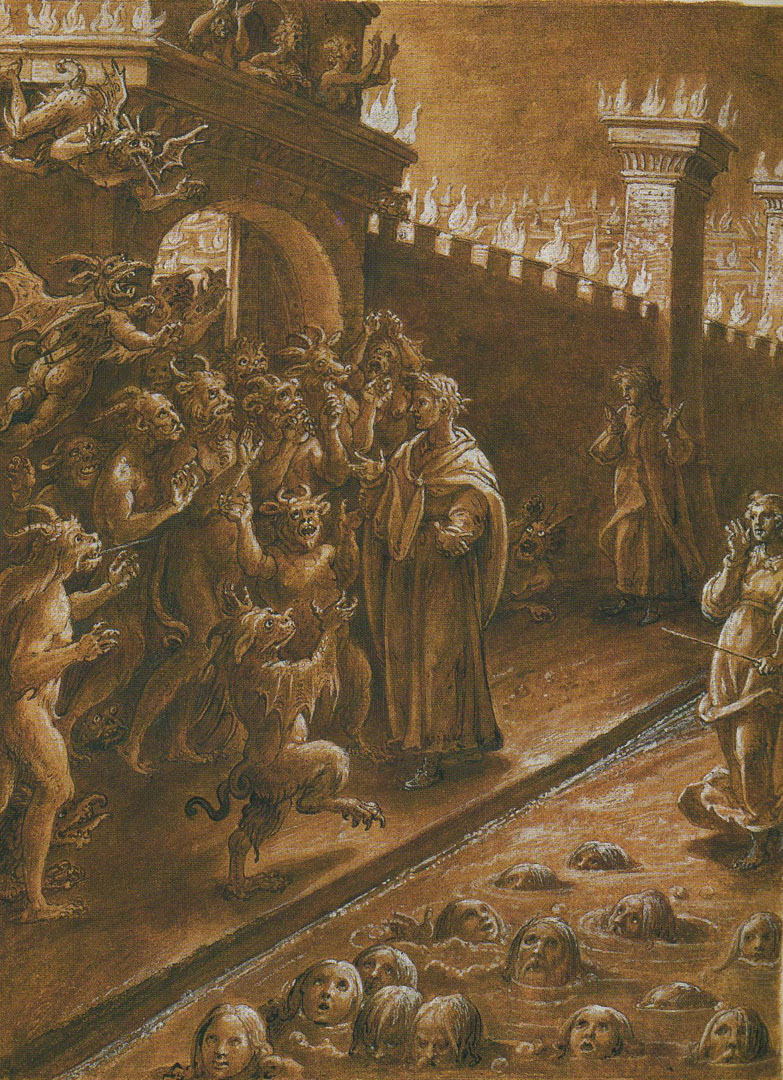
Virgilio parla con i demoni, Giovanni Stradano (1587)

Dite è una città immaginaria che Dante Alighieri descrive nella cantica dell'Inferno nella Divina Commedia. Comprende i cerchi dal sesto al nono.

## Descrizione
Quando Dante e Virgilio, il suo maestro, giungono al cospetto della città di Dite: "Il foco etterno
ch’entro l’affoca le dimostra rosse, come tu vedi in questo basso inferno" questa appare loro come una città recintata da alte mura collegate da diverse torri. La città è circondata dalla palude dello Stige descritta come: "Questa palude che ’l gran puzzo spira, cigne dintorno la città dolente, u’ non potemo intrare omai sanz’ira".
A guardia della città ci sono dei diavoli che impediscono a Dante di entrare e acconsentono a parlare solamente a Virgilio: 
Io vidi più di mille in su le porte
da ciel piovuti, che stizzosamente
dicean: "Chi è costui che sanza morte
va per lo regno de la morta gente?".
E ’l savio mio maestro fece segno
di voler lor parlar segretamente.
Allor chiusero un poco il gran disdegno
e disser: "Vien tu solo, e quei sen vada
che sì ardito intrò per questo regno.»
(Dante Alighieri, Inferno, VIII canto, vv. 82-90)
Sugli spalti appaiono poi le Erinni e Virgilio avverte Dante:
"Guarda", mi disse, "le feroci Erine.
Quest’è Megera dal sinistro canto;
quella che piange dal destro è Aletto;
Tesifón è nel mezzo"; e tacque a tanto.
Con l’unghie si fendea ciascuna il petto;
battiensi a palme e gridavan sì alto,
ch’i’ mi strinsi al poeta per sospetto.
"Vegna Medusa: sì ’l farem di smalto",
dicevan tutte riguardando in giuso;
"mal non vengiammo in Tesëo l’assalto".
"Volgiti ’n dietro e tien lo viso chiuso;
ché se ’l Gorgón si mostra e tu ’l vedessi,
nulla sarebbe di tornar mai suso".»
(Dante Alighieri, Inferno, IX canto, vv. 45-57)
A un certo punto viene in loro soccorso qualcuno che ritengono sia un "messaggero" mandato dal cielo:
Li occhi mi sciolse e disse: "Or drizza il nerbo
del viso su per quella schiuma antica
per indi ove quel fummo è più acerbo".
Come le rane innanzi a la nimica
biscia per l’acqua si dileguan tutte,
fin ch’a la terra ciascuna s’abbica,
vid’io più di mille anime distrutte
fuggir così dinanzi ad un ch’al passo
passava Stige con le piante asciutte.
Dal volto rimovea quell’aere grasso,
menando la sinistra innanzi spesso;
e sol di quell’angoscia parea lasso.
Ben m’accorsi ch’elli era da ciel messo,
e volsimi al maestro; e quei fé segno
ch’i’ stessi queto ed inchinassi ad esso.
Ahi quanto mi parea pien di disdegno!
Venne a la porta e con una verghetta
l’aperse, che non v’ebbe alcun ritegno.
"O cacciati del ciel, gente dispetta",
cominciò elli in su l’orribil soglia,
"ond’esta oltracotanza in voi s’alletta?
Perché recalcitrate a quella voglia
a cui non puote il fin mai esser mozzo,
e che più volte v’ ha cresciuta doglia?
Che giova ne le fata dar di cozzo?
Cerbero vostro, se ben vi ricorda,
ne porta ancor pelato il mento e ’l gozzo".
Poi si rivolse per la strada lorda,
e non fé motto a noi, ma fé sembiante
d’omo cui altra cura stringa e morda
che quella di colui che li è davante;
e noi movemmo i piedi inver’ la terra,
sicuri appresso le parole sante.
Dentro li ’ntrammo sanz’alcuna guerra;
e io, ch’avea di riguardar disio
la condizion che tal fortezza serra,
com’io fui dentro, l’occhio intorno invio:
e veggio ad ogne man grande campagna,
piena di duolo e di tormento rio.»
(Dante Alighieri, Inferno, IX canto, vv. 73-111)
Una volta entrati, nella parte più profonda trovano i fraudolenti, gli eretici, gli epicurei e coloro che si sono macchiati di peccati di violenza contro il prossimo:
"Figliuol mio, dentro da cotesti sassi",
cominciò poi a dir, "son tre cerchietti
di grado in grado, come que’ che lassi.
Tutti son pien di spirti maladetti;
ma perché poi ti basti pur la vista,
intendi come e perché son costretti.
D'ogne malizia, ch'odio in cielo acquista,
ingiuria è 'l fine, ed ogne fin cotale
o con forza o con frode altrui contrista.
Ma perché frode è de l’uom proprio male,
più spiace a Dio; e però stan di sotto
li frodolenti, e più dolor li assale.
Di vïolenti il primo cerchio è tutto;
ma perché si fa forza a tre persone,
in tre gironi è distinto e costrutto.
A Dio, a sé, al prossimo si pòne
far forza, dico in loro e in lor cose,
come udirai con aperta ragione.
Morte per forza e ferute dogliose
nel prossimo si danno, e nel suo avere
ruine, incendi e tollette dannose;
onde omicide e ciascun che mal fiere,
guastatori e predon, tutti tormenta
lo giron primo per diverse schiere.»
(Dante Alighieri, Inferno, canto XI, vv. 16-39)
Prosegue poi il viaggio negli altri gironi dell'Inferno.